# Bleiniobat
Bleiniobat ist eine anorganische Verbindung aus der Gruppe der Niobate.

## Herstellung
Bleiniobat kann durch eine Reaktion von Bleisulfat mit Niob(V)-oxid bei hohen Temperaturen hergestellt werden.
Alternativ kann eine hydrothermale Synthese durchgeführt werden. Dabei werden zunächst Lösungen von Bleinitrat und Niobhydrogenoxalat bei 200 °C vorbehandelt. Die eigentliche Reaktion läuft dann bei 800 °C ab.

## Eigenschaften
Bleiniobat zeigt ferroelektrische Eigenschaften und gehörte zu den ersten solchen Verbindungen, die keine Perovskit-Struktur aufweisen. Bleiniobat kristallisiert im orthorhombischen Kristallsystem mit den Gitterparametern a = 17,51 Å; b = 17,81 Å und c = 7,73 Å sowie 20 Formeleinheiten pro Elementarzelle. Daneben existiert auch noch eine andere Kristallstruktur, die keine ferroelektrischen Eigenschaften aufweist.